# Ultrasonics Sonochemistry
Ultrasonics Sonochemistry, abgekürzt Ultrason. Sonochem., ist eine wissenschaftliche Fachzeitschrift, die vom Elsevier-Verlag veröffentlicht wird. Die Zeitschrift wurde 1994 gegründet und erscheint derzeit mit sechs Ausgaben im Jahr. Es werden Artikel veröffentlicht, die sich mit der Anwendung des Ultraschalls in der Chemie beschäftigen.
Der Impact Factor lag im Jahr 2020 bei 7,491. Nach der Statistik des Web of Science wird das Journal mit diesem Impact Factor in der Kategorie multidisziplinäre Chemie an 34. Stelle von 178 Zeitschriften und in der Kategorie Akustik an erster Stelle von 31 Zeitschriften geführt.